# Hydrophylax
Hydrophylax is een geslacht van kikkers uit de familie echte kikkers (Ranidae). De groep werd voor het eerst wetenschappelijk beschreven door Leopold Fitzinger in 1843. De verschillende soorten werden enige tijd tot het geslacht Hylarana gerekend en later weer teruggeplaatst.
Er zijn vier soorten, inclusief de pas in 2015 beschreven soort Hydrophylax bahuvistara. Alle soorten komen voor in delen van Azië, en leven in de landen  Bangladesh, India, Myanmar, Sri Lanka en Thailand.

## Taxonomie
Geslacht Hydrophylax
- Soort Hydrophylax bahuvistara
- Soort Hydrophylax gracilis
- Soort Hydrophylax leptoglossa
- Soort Hydrophylax malabaricus

Abavorana · 
Amnirana · 
Amolops · 
Babina · 
Chalcorana · 
Clinotarsus · 
Glandirana · 
Huia · 
Humerana · 
Hydrophylax · 
Hylarana · 
Indosylvirana · 
Lithobates · 
Meristogenys · 
Odorrana · 
Papurana · 
Pelophylax · 
Pseudorana · 
Pterorana · 
Pulchrana · 
Rana · 
Sanguirana · 
Staurois · 
Sylvirana